# Hansa-Automobil
La Hansa-Automobil Gesellschaft m.b.H. fu un costruttore automobilistico tedesco.

## Storia
La società fu fondata nel 1905/1906 da August Sporkhorst (1870–1940) assieme a Robert Allmers (1872–1951), che ne divenne il direttore. Nell'anno 1909 venne creata la fabbrica Hansa-Werke di Varel (oggi Neumühlenstraße/Hansastraße).
Hansa venne fusa nel 1914 con la Norddeutsche Automobil und Motoren (NAMAG) di Brema-Hastedt per creare la Hansa-Lloyd-Werke AG Bremen, con direttore Allmers.